# José Miguel Elías
José Miguel Elías Galindo (Saragozza, 15 gennaio 1977) è un ex ciclista su strada spagnolo.

## Palmarès

### Strada
- 1998 (Dilettanti, una vittoria)

Troyes-Dijon
- 2002 (Dilettanti, una vittoria)

Classifica generale Volta a Coruña
- 2004 (Relax-Bodysol, una vittoria)

1ª tappa Volta a Portugal (Termas Monfortinho > Castelo Branco)

## Piazzamenti

### Grandi Giri
- Vuelta a España

2004: 39º
2005: 31º
2006: 25º